# Dolch Erzsébet
Dolch Erzsébet (később Dombrádi Erzsébet) (Kassa, 1906. – Szeged, 2002.) magyar pedagógus és pszichológus.
A reformpedagógia terén kifejtett tevékenysége jelentős.

## Életpályája
Hat gyermekes polgári család ötödik gyermekeként látta meg a napvilágot. Elemi iskoláit Temesváron kezdte, majd a vesztes háború miatt Szegedre költözött a család. "Tudatosan neveltek arra, hogy az akadályokat is jókedélyűen vegyük" írta később szüleiről.
1928–1932 között végezte el a polgári iskolai tanárképző főiskolát Szegeden, magyar-német szakos diplomát szerzett.
Várkonyi Hildebrand Dezső doktori iskolájának tagja lett 1932–1936-ig, díjtalan gyakornokként dolgozott a szegedi egyetem pedagógiai lélektani intézetében. 1936–1938 között az újszegedi gyakorlóiskolát, az ún. „Kerti Iskolát” vezette Várkonyi irányítása mellett.
Dolch Erzsébet teljességgel az Új Iskola-mozgalom második hullámának jegyében dolgozott, doktori disszertációja tanúskodik arról, hogy a reformpedagógia külföldi és hazai irányzatait és képviselőit ismerte és alaposan tanulmányozta. Munkássága mintegy fémjelzi a Várkonyi vezette pedagógiai lélektani intézet reformpedagógiai vonalát. Dolch Erzsébet Ovide Decroly szóképes olvasástanítási módszerét alkalmazta nagy sikerrel. Várkonyinak Dolch Erzsébet által számtalan nemcsak pedagógiai módszertani, hanem empirikus pszichológiai megfigyelésekre is módja volt.
1938–1940-ig Gyomán, 1940/41-ben Szegeden tanított polgári iskolákban. 1939 áprilisában pedagógiai-filozófia szakos tanítóképző intézeti tanári oklevelet kapott a szegedi egyetem Apponyi Kollégiumától. A II. világháború idején 1940–1944 között Nagyváradon, 1945-től 1948-ig a debreceni tanítóképzőben, 1949-től 1969-ig a kiskunfélegyházi tanítóképzőben, s annak utód iskoláiban (gimnázium, szakközépiskola) fejezte be pályafutását. 1970-től nyugdíjas éveire Szegedre költözött. Nagy tanáregyéniség volt, diákjai tartották vele a kapcsolatot nyugdíjas korában is.

## Művei
- A gyakorlati grafológia elvei. Szeged,  Ferenc József Tudományegyetem, 1936. (Közlemények a Ferencz József-Tudományegyetem Pedagógiai-Lélektani Intézetéből ; 7.)[6] (Újra kiadták 2000-ben).
- Az Új Nevelés elméleti és gyakorlati megvalósulásai. Szeged, 1938. (Doktori értekezés).[7]